# カール・フォン・メック

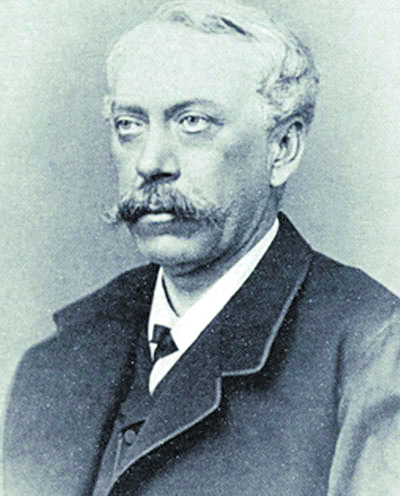
カール・フォン・メック （撮影時期不明）

カール・オットー・ゲオルク・フォン・メック（露：Карл Фёдорович фон Мекк；ラテン文字表記の例：Karl Otto Georg von Meck、1821年6月22日 – 1876年1月26日）は、バルト・ドイツ人の実業家。ロシア帝国鉄道の源流となる鉄道の創設者の一人。作曲家チャイコフスキーのパトロンとして知られるフォン・メック夫人の夫。

## 生涯
シレジアにルーツを持つバルト・ドイツ人貴族の家系出身。父親オットー・アダム・フォン・メック（Otto Adam von Meck、1790年 - 1830年）少佐はリガの税関吏。母親ヴィルヘルミーネ・ハッフェルベルク（Wilhelmine Hafferberg、1802年生）はフリードリヒ・ヴィルヘルム（Friedrich Wilhelm Hafferberg、1765年 - 1801年）とキャサリン・コンスタンツェ・ノット（Catharine Constanze Nott、1779年 - 1841年）夫妻の娘であり、キャサリン・コンスタンツェの再婚相手は作曲家フランツ・アダム・ファイヒトナーの息子カール・ルートヴィヒ・フォン・ファイヒトナー（Carl Ludwig von Veichtner、1772年 - 1831年）。
フォン・メックは、1844年にサンクトペテルブルク交通大学を卒業後、モスクワ～ワルシャワ間の道路整備プロジェクトに技術者として関わる。1860年、カールは公職を辞して事業家へと転じる。クリミア戦争での敗北により鉄道輸送の重要性が論じられるなか、モスクワ～サラトフ間を結ぶ私鉄建設を目指すサラトフ鉄道協会（Saratov Railway Association）に参画する。同鉄道のプロジェクト第一段階のモスクワ～コロムナ間は開通したものの、その後同プロジェクトは資金難により挫折した。
フォン・メックは1863年にモスクワ～リャザン間の鉄道建設プロジェクトに参画し、成功を収める。フォン・メックはその後もさまざまな鉄道建設に関わったものの、モスクワ～リャザン間路線を超える成功はなかった。1876年、モスクワにて死没。

## 家族
夫の死後、未亡人ナジェジダ夫人は翌1877年から14年間にわたって作曲家チャイコフスキーに経済的な援助をおこなった。夫妻の息子ニコライ・フォン・メックはロシアにおける鉄道敷設に大いに尽力したが、ボリシェヴィキ革命後も職務にあたったが、ブルジョア階級出身だったことから1928年に統合国家政治局（OGPU）により逮捕され、翌1929年に見せしめ裁判によって死刑が宣告され、処刑された。